# Real Sociedade Clube Ginástico Português
Real Sociedade Clube Ginástico Português MHIH • GOB • GCB • MHIP é um clube localizado na cidade do Rio de Janeiro, no Brasil. Fundado em 1868 por imigrantes portugueses, está sediado num edifício em estilo art déco na Av. Graça Aranha 187, no centro da cidade. Segundo sua página oficial, o clube tem como objetivo "dinamizar as atividades esportivas, artísticas, culturais e sociais, promovendo a integração da Comunidade Luso-Brasileira".

## História
O Clube Ginástico Português foi criado por iniciativa de dois irmãos portugueses, João José Ferreira da Costa e Antonio José Ferreira da Costa. A data escolhida para a fundação, 31 de outubro de 1868, coincidiu com o aniversário do rei D. Luís I de Portugal. O primeiro estatuto da sociedade foi criado no ano seguinte e a primeira sede, localizada num sobrado na rua do Hospício, foi inaugurada a 31 de outubro de 1872, quando o clube comemorava seus quatro anos de existência. À inauguração, em que foram feitas exibições musicais, de ginástica e esgrima, assistiram 1500 pessoas. No dia 13 de setembro de 1883 o clube recebeu a visita do Imperador do Brasil, D. Pedro II.
O clube teve uma segunda sede inaugurada em 1911, mas esta foi consumida pelo fogo em 1934. Foi então encomendada um novo edifício-sede, erguido na Avenida Graça Aranha com projeto de Raul Penna Firme e Enéas Silva. O edifício, em estilo art déco, é um caso raro de clube urbano na cidade, incorporando nos seus espaços internos um salão social, piscina, salões de esportes e um teatro. A fachada, de composição pouco comum, reflete essa diversidade interna. A nova sede foi inaugurada em 20 de agosto de 1938, tendo a primeira piscina elevada da América do Sul.
Em 1983 foi criada uma segunda unidade - a Sede Barra - localizada no bairro de Barra da Tijuca.

## Teatro Ginástico

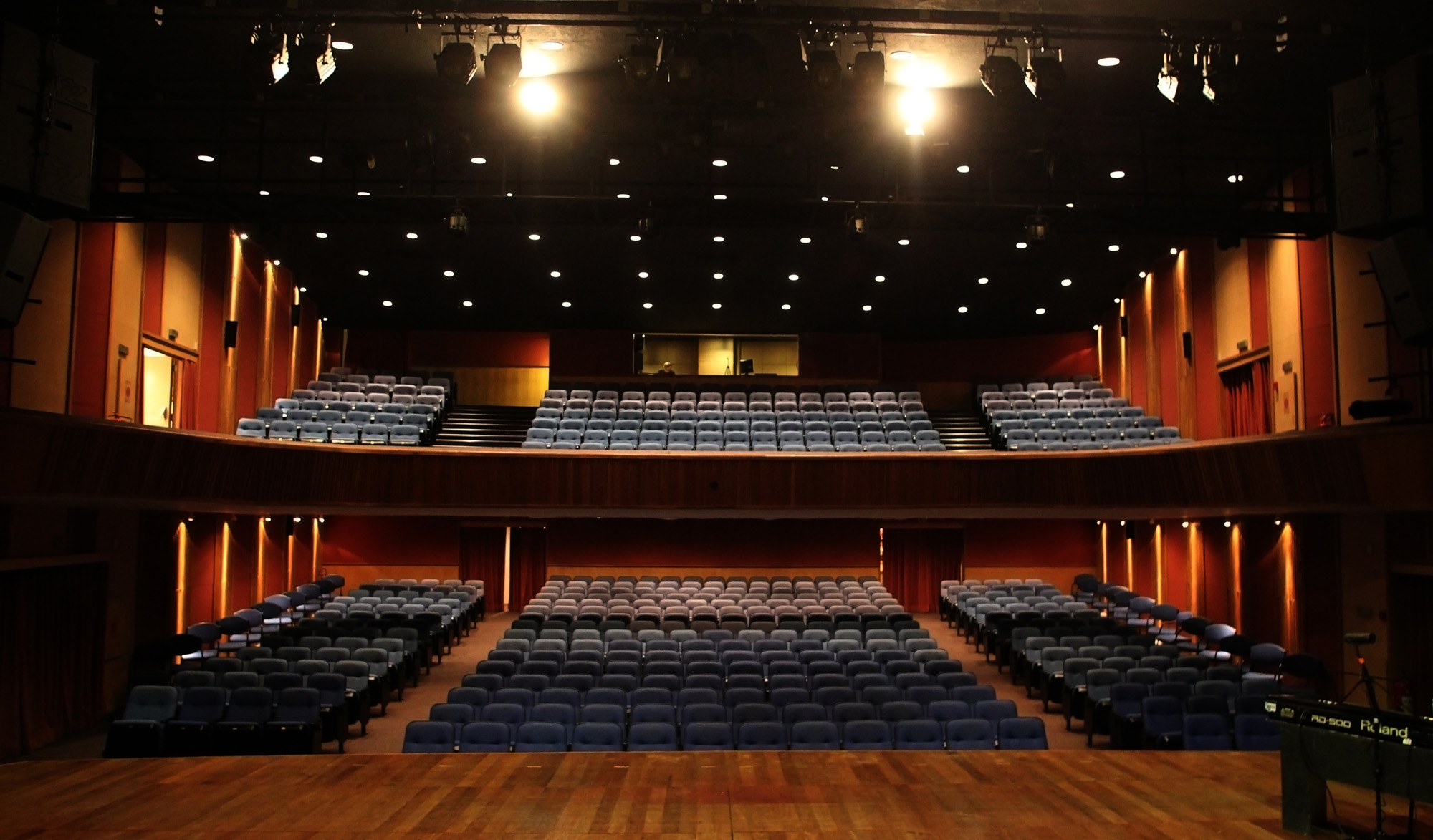
Interior do Teatro Sesc Ginástico

As origens do Teatro Ginástico remontam à criação da Escola Dramática do clube, fundada em 4 de abril de 1877. Os participantes da escola, todos amadores, apresentavam-se nos saraus promovidos pelo clube, e seu êxito levou a que a sede construída na década de 1930 incorporasse instalações próprias para as atividades cênicas. O Teatro Ginástico, com entrada pelo térreo, foi inaugurado a 4 de novembro de 1938 com a obra "Iaiá Boneca", de Ernani Fornari, dirigida pelo ator Delorges Caminha para a Companhia Brasileira de Comédias.
O antigo teatro foi reformado pelo SESC em 2002 e reabriu com o nome Teatro SESC Ginástico.

## Condecorações
A 5 de Novembro de 1947 foi feito Grande-Oficial da Ordem de Benemerência, a 17 de Maio de 1958 foi elevado a Grã-Cruz da mesma Ordem, a 6 de Junho de 1968 foi feito Membro-Honorário da Ordem do Infante D. Henrique de Portugal e a 12 de Dezembro de 1984 foi feito Membro-Honorário da Ordem da Instrução Pública de Portugal.